# Kloveniersdoelen

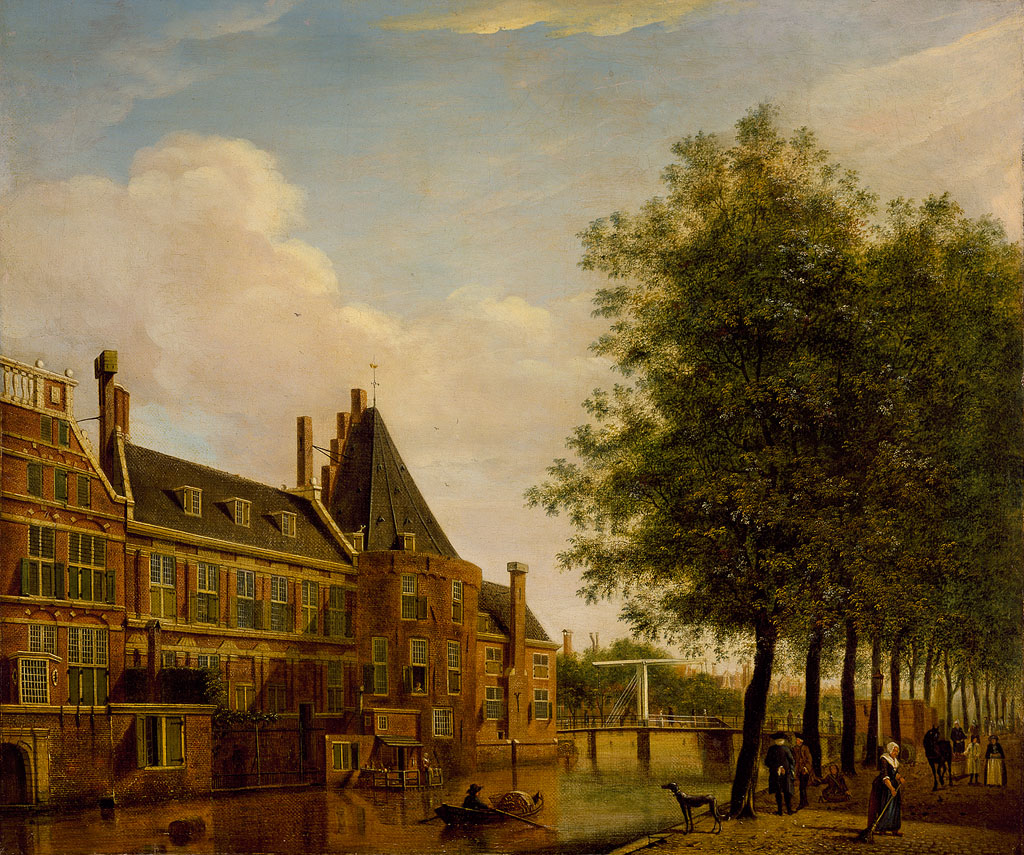
Le Kloveniersdoelen dans un tableau de 1775 de. L'ancienne tour défensive Swijgh Utrecht, qui faisait partie du complexe, est visible au centre.

Le Kloveniersdoelen (« champ de tir des mousquetaires ») est un ancien complexe de bâtiments à Amsterdam servant de quartier général et de champ de tir pour la schutterij (garde civique) locale. Les compagnies de kloveniers étaient armées d'un premier type de mousquet connu sous le nom d'arquebuse, connu en néerlandais sous le nom de bus, haakbus ou klover (du français « couleuvrine »), d'où le nom de kloveniers.
Le Kloveniersdoelen était situé à l'angle de la Nieuwe Doelenstraat et du canal Kloveniersburgwal, tous deux nommés d'après l'ancien champ de tir. L'Hôtel Doelen, datant du XIXe siècle, se dresse aujourd'hui sur son emplacement. Deux kloveniers sont représentés sur la tour en forme de dôme de l'hôtel, autre référence à l'histoire de ce lieu.
Le tableau de Rembrandt, La Ronde de nuit, a été commandé pour la grande salle du Kloveniersdoelen.

## Histoire
Le Kloveniersdoelen était l'un des trois doelens (champs de tir) de la schutterij (garde civique) d'Amsterdam. Les deux autres champs de tir étaient le Handboogdoelen et le Voetboogdoelen, tous deux situés le long du Singel. La garde civique de Handboogdoelen était armée d' arcs longs, tandis que la garde civique de Voetboogdoelen brandissait des arbalètes et la garde civique de Kloveniersdoelen utilisait un premier type de mousquet, l'arquebuse. Le Kloveniersdoelen était le plus ancien des trois.
Les guildes de milice d'Amsterdam furent créées au Moyen Âge pour défendre la ville contre les attaques. Vers 1580, à la demande de Guillaume d'Orange, ces guildes médiévales furent incorporées dans une nouvelle garde civique, beaucoup plus grande, pour défendre la ville nouvellement protestante contre les Espagnols pendant la révolte hollandaise qui conduisit finalement à une véritable guerre d'indépendance, la Guerre de Quatre-Vingts Ans. Les officiers de cette nouvelle garde civique furent recrutés parmi les classes aisées d'Amsterdam.
Le bâtiment d'origine de la guilde des kloveniers fut construit en 1382 et se trouvait le long de l'actuelle Oude Doelenstraat, à l'est de la place du Dam. En 1520, il fut remplacé par un nouveau bâtiment sur la Nieuwe Doelenstraat, adjacent à une tour défensive dans les murs de la ville connue sous le nom de Swych Utrecht (« Tais-toi, Utrecht »), car son rôle principal était de défendre la ville contre les attaques de l'évêché d'Utrecht,.
En 1638, un nouvel ajout somptueux au Kloveniersdoelen fut achevé. Le nouveau bâtiment était très moderne pour l’époque : de forme rectangulaire et dans le style classique très en vogue à l’époque. Au premier étage de cette nouvelle aile se trouvait une salle de banquet mesurant 18 mètres sur 9. L'élégante salle a tellement impressionné les visiteurs que certains l'ont comparée à la Maison des Banquets de Londres.
Après que la guerre de Quatre-Vingts Ans prit fin au milieu du XVIIe siècle , la garde civique n'avait plus de fonction militaire. L'adhésion à celle-ci était devenue une position honorifique et les doelens assumaient une fonction essentiellement sociale. Les citoyens les plus riches et les plus puissants de l'âge d'or néerlandais d'Amsterdam se réunissaient dans les doelens pour manger, boire et fumer. L'élégant bâtiment était également utilisé pour des réceptions et des dîners officiels, ainsi que pour héberger des visiteurs éminents d'Amsterdam. Marie de Médicis et le tsar Pierre le Grand assistèrent à un feu d'artifice sur la rivière Amstel depuis une fenêtre du Kloveniersdoelen.

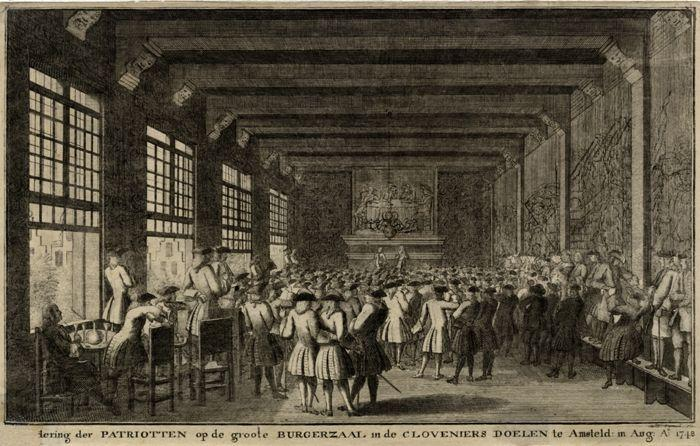
Cette estampe représente une réunion des ' dans la grande salle du Kloveniersdoelen en août 1748.

Du 9 août au 15 septembre 1748, la grande salle accueillit des rassemblements publics des Doelisten (nl), un groupe de protestation local composé principalement de marchands, s'opposant au népotisme et à la corruption de la classe aisée qui dominait le gouvernement de la ville d'Amsterdam. La foule rassemblée dans la salle était si nombreuse que certains craignaient que le sol ne s'effondre sous le poids.
Vers 1882-1883, l'ensemble du complexe fut démoli et remplacé par l'hôtel Doelen, qui se trouve toujours à cet endroit.

## Tableaux
Les murs du Kloveniersdoelen étaient décorés de portraits de groupe des différentes compagnies de la garde civique. Dès 1529, Dirck Jacobsz peignit un portrait de groupe d'une rot (compagnie) de la garde civique des kloveniers. Il s’agit peut-être de la première peinture de groupe représentant la garde civique jamais commandée. Le tableau se trouve maintenant au Rijksmuseum.
Le plus connu de ces portraits de groupe pour le Kloveniersdoelen est La Ronde de nuit de Rembrandt. Achevé en 1642, il fut commandé par la compagnie des klovenier à la demande de Frans Banning Cocq. D'autres peintres furent chargés de réaliser des portraits de groupe pour la grande salle du Kloveniersdoelen, tels que Nicolaes Eliaszoon Pickenoy, Govert Flinck, Bartholomeus van der Helst, Jacob Adriaensz. Backer et Joachim von Sandrart.
À partir de 1683 environ, les portraits de groupe furent retirés des doelens. La plupart furent accrochés à l'hôtel de ville d'Amsterdam sur la place du Dam (aujourd'hui le Palais royal d'Amsterdam), d'autres furent vendus aux enchères. De nombreuses peintures furent considérablement redimensionnées pour s'adapter à leur nouveau lieu de conservation. Les versions grandeur nature ne sont connues que grâce à des copies réalisées des peintures originales, telles que les copies à l'aquarelle contenues dans le manuscrit d'Egerton, qui se trouve désormais à la British Library.
La Ronde de Nuit a été découpée sur ses quatre côtés lorsqu'elle a été déplacée vers l'hôtel de ville en 1715, probablement pour placer le tableau entre deux colonnes. Cette modification a entraîné la perte de trois personnages sur le côté gauche du tableau, ainsi que du haut de l'arc, de la balustrade et du bord de la marche. Cette balustrade et cette marche étaient des outils visuels clés utilisés par Rembrandt pour donner au tableau un mouvement vers l'avant. Une copie du XVIIe siècle du tableau de Gerrit Lundens à la National Gallery de Londres montre la composition originale.

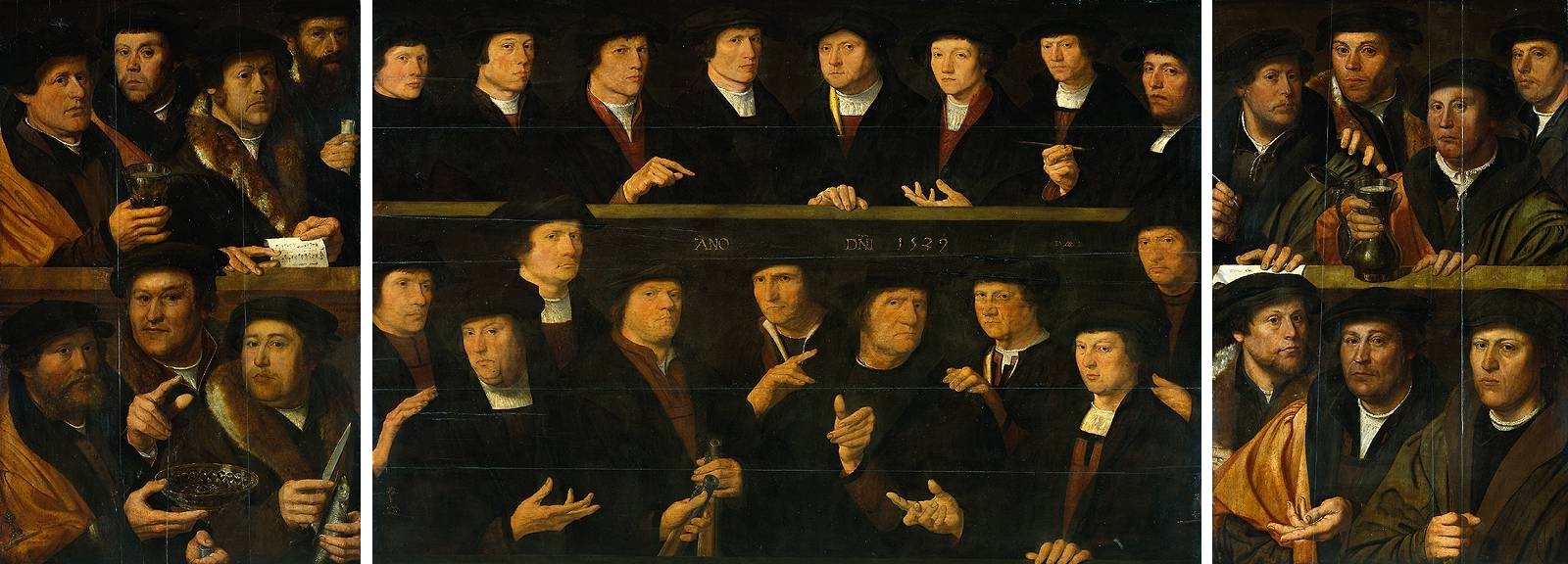
Dirck Jacobsz, Un groupe de gardes (1529).
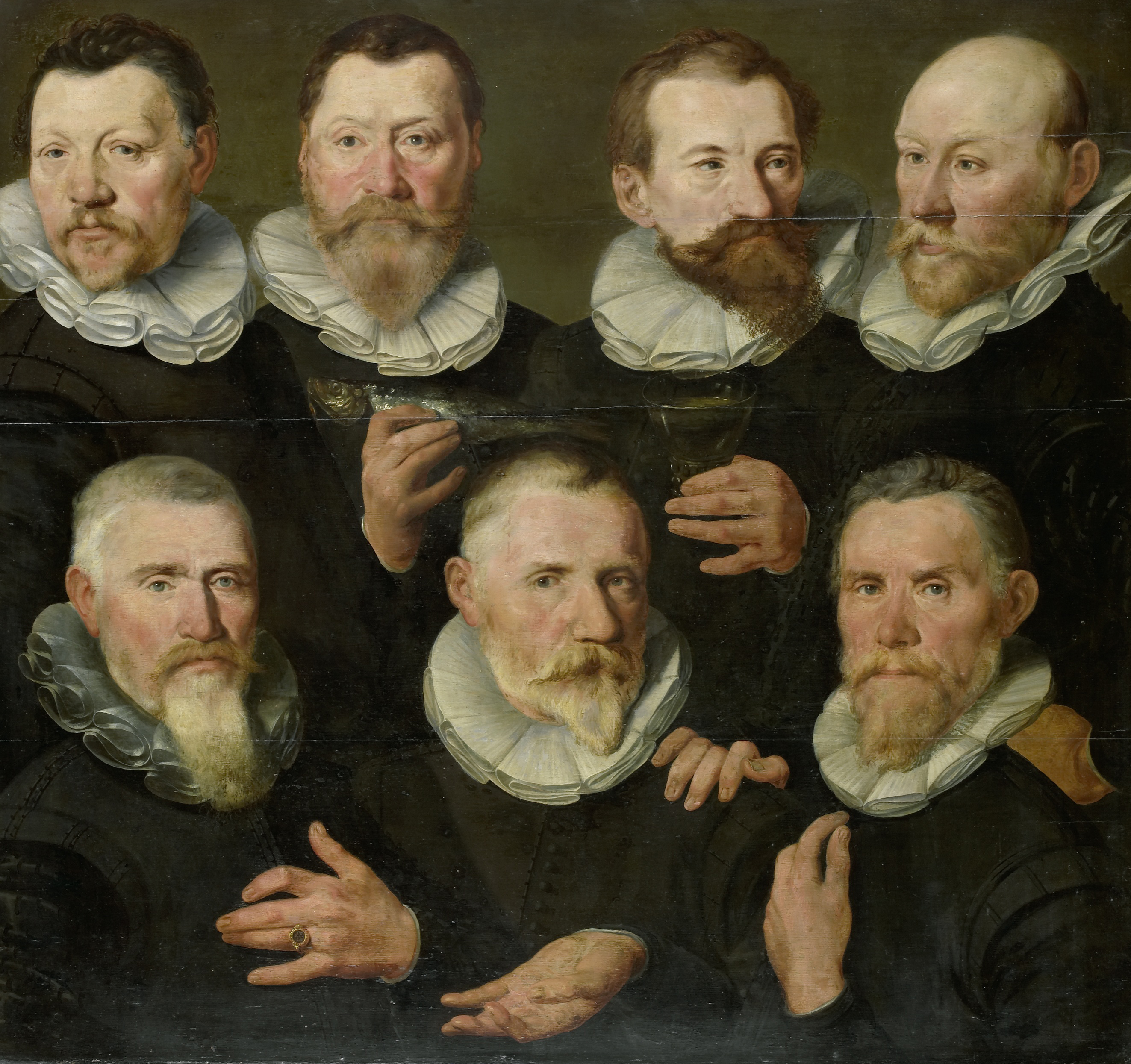
(Cercle de) Pieter Pietersz l'Ancien (en), Compagnie du capitaine Pieter Dircksz Hasselaer et du lieutenant Jan Gerritsz Hooft (vers 1595-1605).
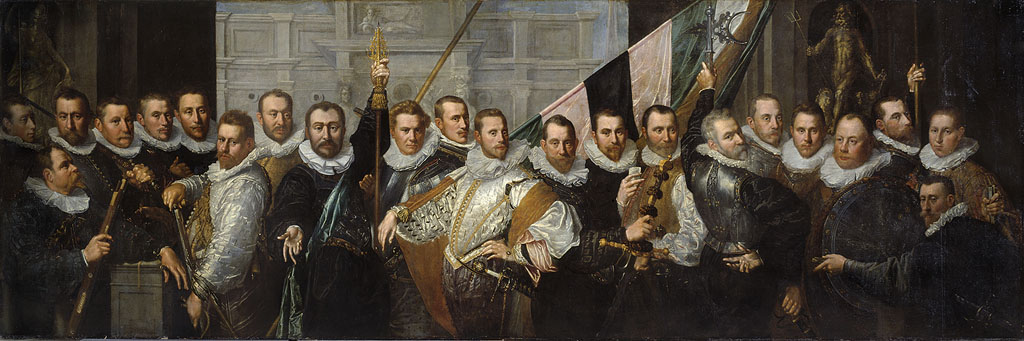
Pieter Isaacsz (en), Gardes civiques de la compagnie du capitaine Jacob Gerritsz. Hoing et le lieutenant Wybrand Appelman (1596)
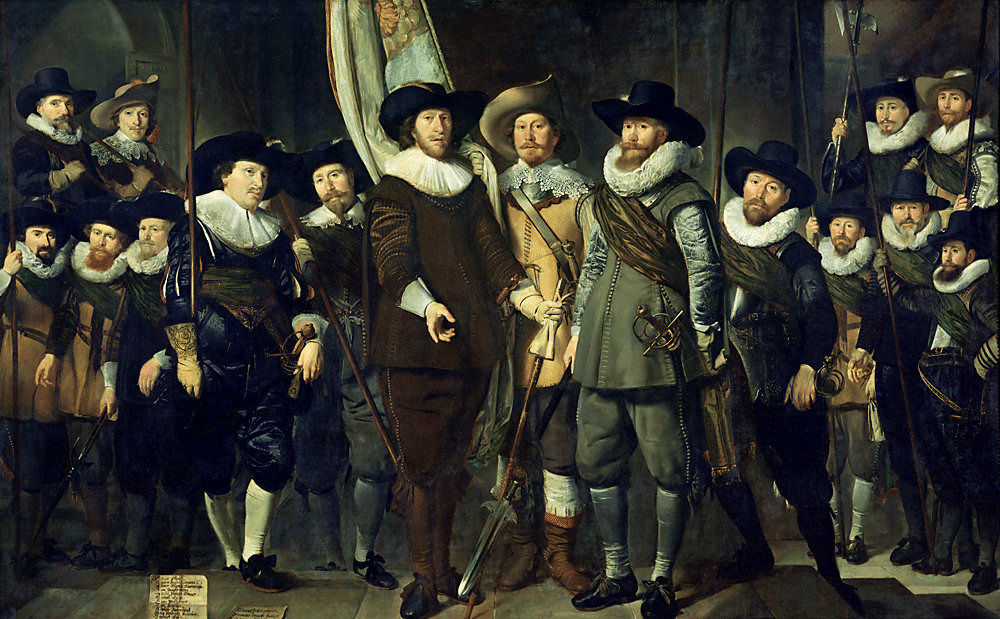
Thomas de Keyser, La Compagnie du capitaine Allaert Cloeck et du lieutenant Lucas Jacobsz. Rotgans (1632).
Rembrandt, La Compagnie de Frans Banning Cocq et Willem van Ruytenburgh, plus connu sous le nom de La Ronde de nuit (1642).
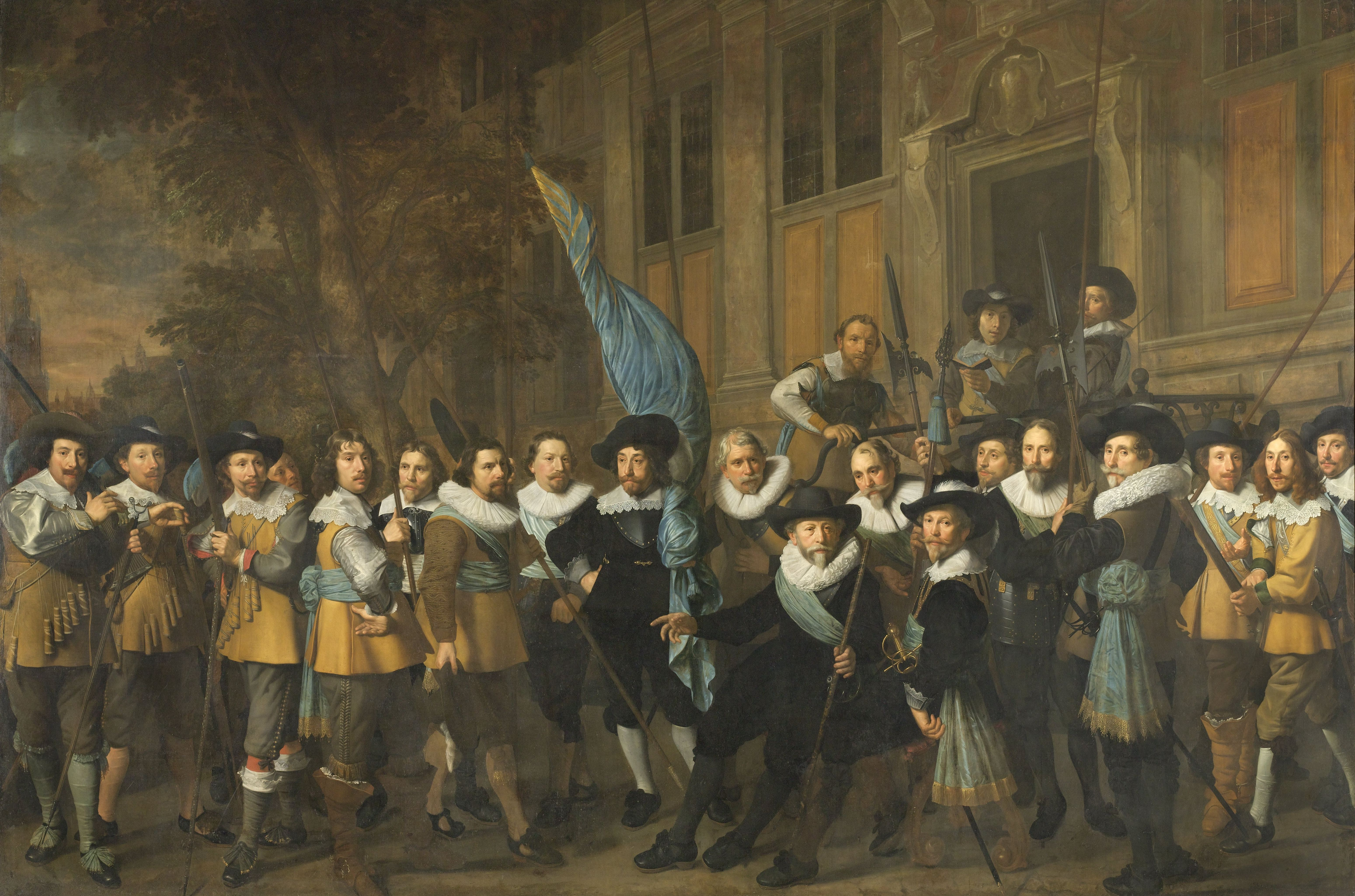
Nicolaes Eliasz. Pickenoy, Officiers et autres gardes civiques du IVe district d'Amsterdam, sous le commandement du capitaine Jan Claesz van Vlooswijck et du lieutenant Gerrit Hudde (1642).
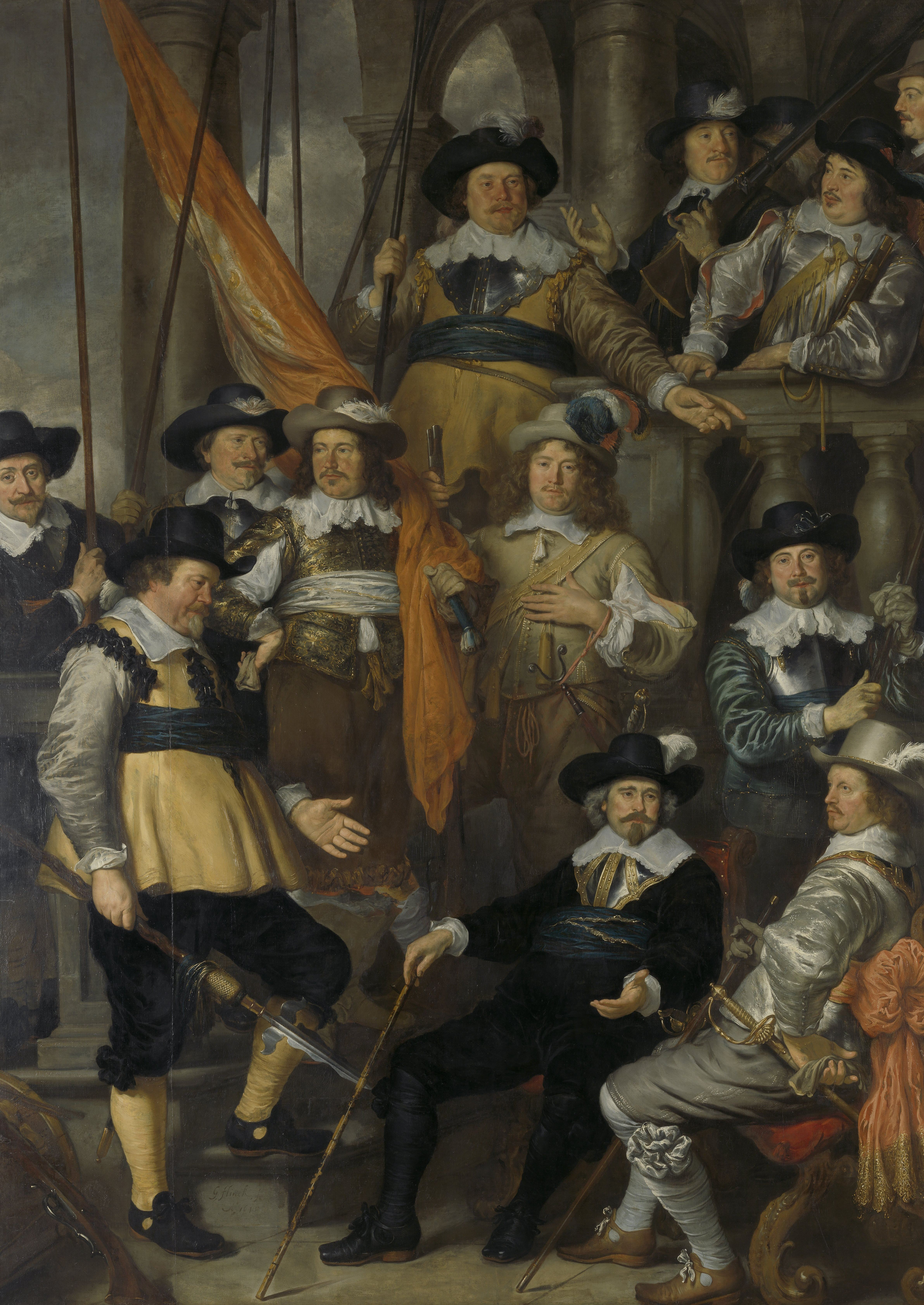
Govert Flinck, La compagnie du capitaine Albert Bas et du lieutenant Lucas Conyn (1645).

## Bâtiments associés

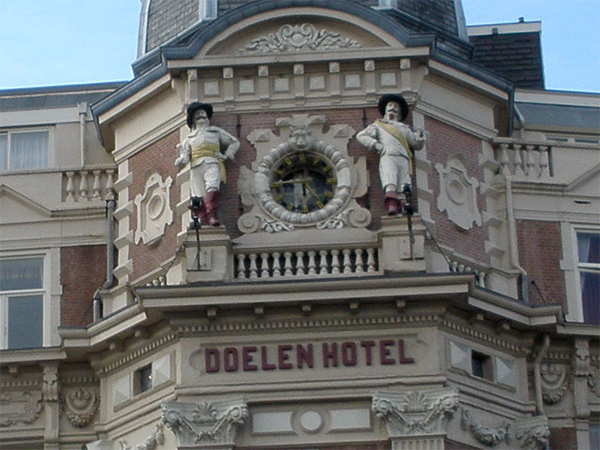
La tour de l'hôtel Doelen rappelle l'ancien Kloveniersdoelen. Les deux kloveniers représentés tenaient à l'origine des mousquets.

Le Kloveniersdoelen était l'un des trois doelens (champs de tir) de la garde civique d'Amsterdam, aux côtés du Handboogdoelen (en) et du Voetboogdoelen (en), tous deux situés le long du canal Singel. Des trois, seul le Handboogdoelen a survécu.
L'emplacement du Kloveniersdoelen est aujourd'hui occupé par l'hôtel Doelen du XIXe siècle. Le bâtiment néo-Renaissance contient certains des murs et fondations d'origine du Kloveniersdoelen. Deux kloveniers sont représentés sur la tour en forme de dôme de l'hôtel. À l’origine, ils possédaient des mousquets, mais ceux-ci ont disparu.
D'autres villes néerlandaises, dont Middelburg, Haarlem et Dordrecht, possédaient également un Kloveniersdoelen.